# Cattedrale di Sant'Aidano
La cattedrale di Sant'Aidano (in inglese: St. Aidan's Cathedral) è la cattedrale cattolica di Enniscorthy, in Irlanda, e sede della diocesi di Ferns.

## Storia
La cattedrale è stata costruita a partire dal 1843 su progetto dell'architetto Augustus Welby Northmore Pugin. Nel 1860 la cattedrale è solennemente benedetta dal vescovo Thomas Furlong. Tra le caratteristiche principali degne di menzione sono la facciata, una pala d'altare scolpita in pietra di Caen e una grande finestra sul lato nord con intricati trafori in pietra.
La cattedrale è stata successivamente rinnovata in linea con le riforme liturgiche promulgate dopo il Concilio Vaticano II.
Un importante restauro costato un milione di sterline è avvenuto nel 1994 e ha ripristinato lo stile originario della cattedrale utilizzando colori, materiali e tecniche autentici.

## Galleria d'immagini

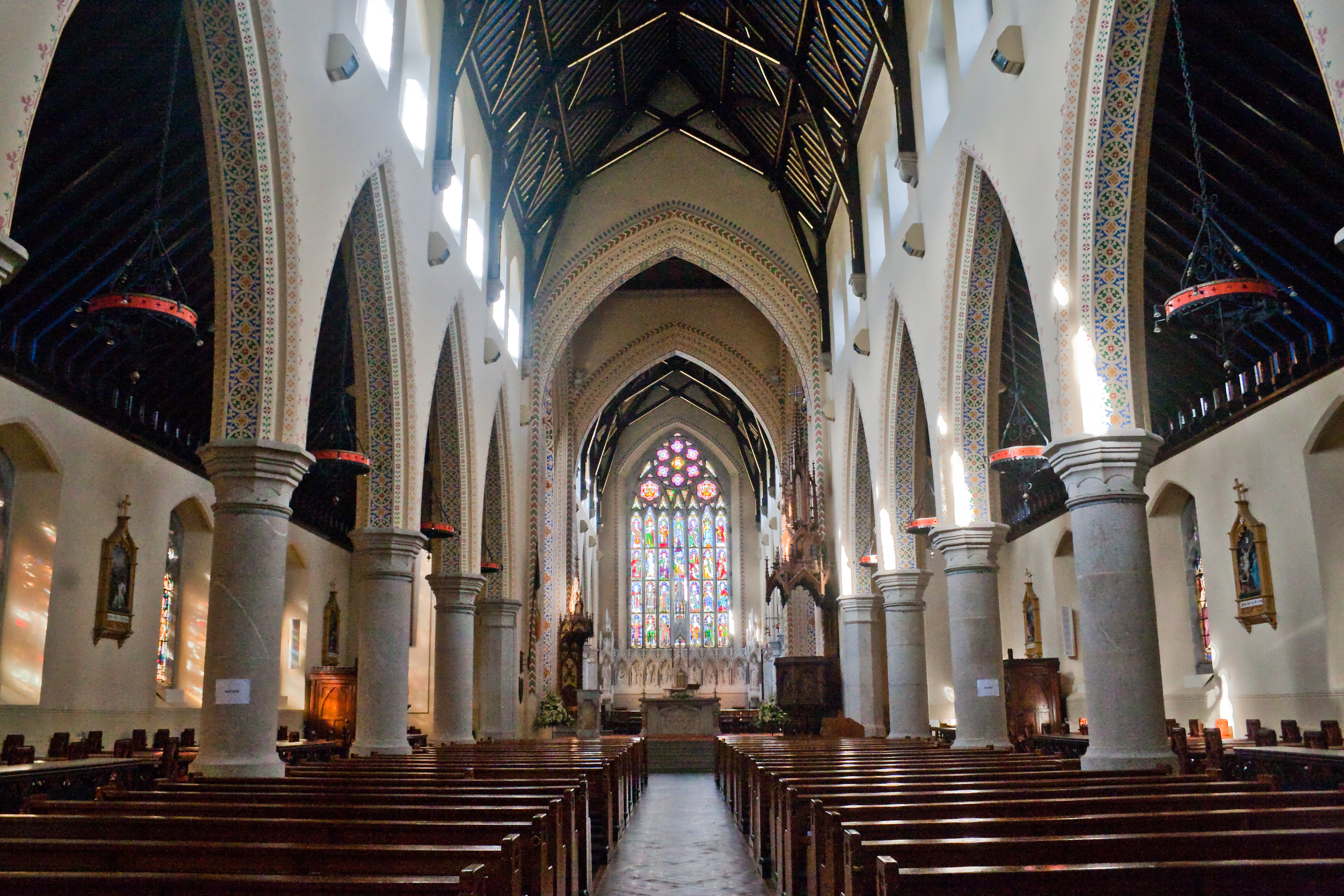
Navata
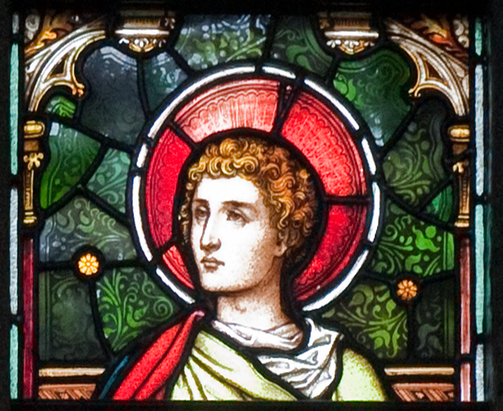
Vetrata raffigurante Giovanni evangelista
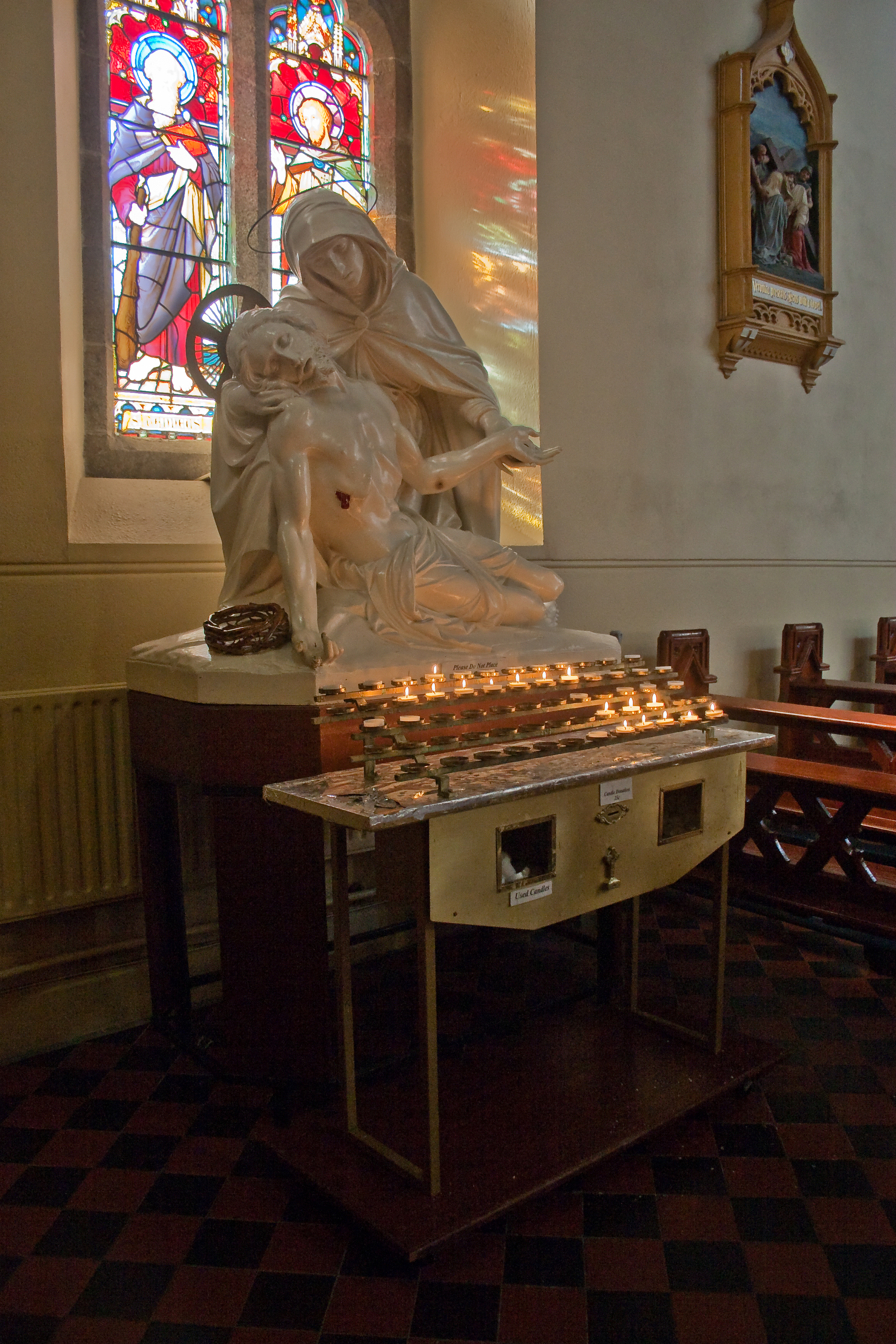
Pietà
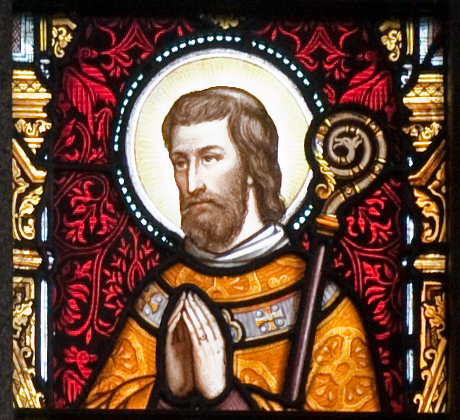
Vetrata raffigurante San Máedóc di Ferns (Sant'Aidano)